# Manu Aman (Ort)
Manu Aman ist ein osttimoresischer Ort im Suco Tapo/Memo (Verwaltungsamt Maliana, Gemeinde Bobonaro). Er befindet sich im Süden der Aldeia Manu Aman, auf einer Meereshöhe von 117 m. Der Ort liegt an der Überlandstraße von Maliana nach Balibo, die westlich über eine Brücke den Fluss Nunura überquert. Im Dorf befinden sich eine Grundschule und südlich vom Dorf der Stützpunkt Nunura der Unidade de Patrulhamento de Fronteira (UPF).